# Tōhō Animation Studio
Tōhō Animation Studio Co., Ltd. (株式会社とうほうアニメーションスタジオ Kabushiki-gaisha Tōhō Animēshon Sutajio?, estilizado como TOHO animation STUDIO), es un estudio de animación japonés fundado en 2017. Es una subisidiaria de Tōhō.

## Historia
El 2 de agosto de 2017, Anima e ILCA crearon una nueva empresa conjunta llamada I&A Co., Ltd. (アイアンドエー株式会社 Kabushiki-gaisha Ai ando Ē?), con el objetivo de establecer un sistema de producción audiovisual adaptado a los nuevos tiempos. En octubre de 2019, la compañía cambió su nombre a TIA Co., Ltd. (TIA株式会社 Kabushiki-gaisha Tia?).
En septiembre de 2022, Tōhō adquirió una participación adicional en la empresa, convirtiéndola en una subsidiaria de Tōhō. Posteriormente, la compañía cambió su nombre a Tōhō Animation Studio Co., Ltd. (株式会社とうほうアニメーションスタジオ Kabushiki-gaisha Tōhō Animēshon Sutajio?).

## Obras

### Series de televisión
| Año  | Título                            | Director                        | Fecha de primera transmisión | Fecha de última transmisión | Eps. | Notas | Refs.       |
| ---- | --------------------------------- | ------------------------------- | ---------------------------- | --------------------------- | ---- | --- | ----------- |
| 2023 | Kusuriya no Hitorigoto            | Norihiro Naganuma               | 22 de octubre de 2023        | 24 de marzo de 2024         | 24   | Adaptación de las novelas ligeras escritas por Natsu Hyūga e ilustradas por Touko Shino. Coproducción con OLM. | [ 5 ] [ 6 ] |
| 2024 | Puniru wa Kawaii Slime            | Yūshi Ibe                       | 6 de octubre de 2024         | 22 de diciembre de 2024     | 12   | Adaptación del manga escrito e ilustrado por Maeda-kun.                                                        | [ 7 ] [ 8 ] |
| 2025 | Kusuriya no Hitorigoto 2nd Season | Norihiro Naganuma               | 10 de enero de 2025          | 4 de julio de 2025          | 24   | Secuela de Kusuriya no Hitorigoto. Coproducción con OLM.                                                       | [ 9 ]       |
| 2025 | Muzik Tiger In the Forest         | Kazunori Minagawa Miki Minagawa | 2 de abril de 2025           | 25 de junio de 2025         | 13   | Basada en los personajes de Muzik Tiger.                                                                       | [ 10 ]      |
| 2025 | Puniru wa Kawaii Slime 2nd Season | Yūshi Ibe                       | 6 de julio de 2025           | —                           | 12   | Secuela de Puniru wa Kawaii Slime.                                                                             | [ 11 ]      |

### Películas
| Año  | Título     | Director | Fecha de lanzamiento | Duración | Notas              | Refs.  |
| ---- | ---------- | -------- | -------------------- | -------- | ------------------ | ------ |
| 2024 | First Line | China    | 28 de junio de 2024  | 9m       | Historia original. | [ 12 ] |

### ONAs
| Año  | Título                          | Director    | Fecha de primera transmisión | Fecha de última transmisión | Eps. | Notas                                                        | Refs.  |
| ---- | ------------------------------- | ----------- | ---------------------------- | --------------------------- | ---- | ------------------------------------------------------------ | ------ |
| 2023 | Detarame na Sekai no Melodrama  | China       | 23 de marzo de 2023          | 23 de marzo de 2023         | 1    | Parte del proyecto del décimo aniversario de TOHO animation. | [ 13 ] |
| 2023 | Sōsō no Frieren: ●● no Mahō     | Mayo Nozaki | 11 de octubre de 2023        | 24 de marzo de 2024         | 12   | Miniserie de Sōsō no Frieren.                                | [ 14 ] |
| 2023 | Maomao no Hitorigoto            | Desconocido | 23 de octubre de 2023        | 25 de marzo de 2024         | 24   | Miniserie de Kusuriya no Hitorigoto.                         | [ 15 ] |
| 2024 | Minute! Kaiju No. 8             | Desconocido | 6 de diciembre de 2024       | 4 de julio de 2025          | 31   | Miniserie de Kaiju No. 8.                                    | [ 16 ] |
| 2025 | Maomao no Hitorigoto 2nd Season | Desconocido | 13 de enero de 2025          | 7 de julio de 2025          | 24   | Secuela de Maomao no Hitorigoto.                             |        |